# Liste de brasseries belges
Cet article recense les brasseries belges de production. Les brasseries qui distribuent uniquement des bières qu'elles ne brassent pas elles-mêmes ne sont donc pas reprises. 
On comptabilise actuellement[Quand ?] un peu plus de 400 brasseries de production en Belgique. Au début des années 2000, la Belgique ne comptait plus qu'une centaine de brasseries. Depuis cette époque, le nombre de sites de production comprenant de nombreuses microbrasseries a constamment augmenté pour stagner et même légèrement diminuer à environ 400 lieux de production en 2023. Les provinces les plus représentées sont le Hainaut, la Flandre-Occidentale, la Flandre-Orientale et le Brabant flamand.
La liste reprend aussi les gueuzeries qui sont des entreprises de production ou de coupage de gueuze (fermentation spontanée) assemblant des lambics de différents âges issus de brasseries de production et conservés en fûts de chêne. Elles sont uniquement présentes dans l'ancienne province de Brabant.

## Brasseries de production
Liste non exhaustive des brasseries belges en activité

## A
| Brasserie                                                   | Commune           | Province            | Principales bières                                       | Production annuelle en hl | Géolocalisation                   |
| ----------------------------------------------------------- | ----------------- | ------------------- | -------------------------------------------------------- | ------------------------- | --------------------------------- |
| Brasserie de l'abbaye de Saint-Ghislain                     | Saint-Ghislain    | Hainaut             | Abbaye de Saint-Ghislain                                 |                           |                                   |
| Brasserie de l'abbaye de Saint-Sixte                        | Vleteren          | Flandre-Occidentale | Westvleteren                                             | +0004 800,                | 50° 53′ 45″ N, 2° 43′ 17″ E       |
| Brasserie de l'abbaye des Rocs                              | Honnelles         | Hainaut             | Abbaye des Rocs                                          | 5 000                     | 50° 22′ 13″ N, 3° 43′ 34″ E       |
| Brasserie de l'abbaye du Val-Dieu                           | Aubel             | Liège               | Val-Dieu                                                 | +0011 800,                | 50° 41′ 54″ N, 5° 48′ 16″ E       |
| Brasserie de l'abbaye de Villers-la-Ville                   | Villers-la-Ville  | Brabant wallon      | Abbaye de Villers                                        |                           |                                   |
| Abbaye Notre-Dame d'Orval                                   | Florenville       | Luxembourg          | Orval                                                    | +0069 000,                | 49° 38′ 23″ N, 5° 20′ 56″ E       |
| Brasserie de l'abbaye Notre-Dame de Saint-Benoît            | Hamont-Achel      | Limbourg            | Achel                                                    | +5 000,                   | 51° 17′ 56″ N, 5° 29′ 19″ E       |
| Brasserie de l'abbaye Notre-Dame de Saint-Rémy              | Rochefort         | Namur               | Rochefort                                                | 50 000                    | 50° 10′ 41,65″ N, 5° 13′ 10,77″ E |
| Brasserie de l'abbaye Notre-Dame de Scourmont               | Chimay            | Hainaut             | Chimay                                                   | +0190 000,                | 49° 58′ 56,66″ N, 4° 20′ 15,99″ E |
| Brasserie de l'abbaye Notre-Dame du Sacré-Cœur de Westmalle | Malle             | Anvers              | Westmalle                                                |                           | 51° 17′ 05″ N, 4° 39′ 24″ E       |
| Microbrasserie de l'abbaye Saint-Gérard de Brogne           | Mettet            | Namur               | Brogne                                                   |                           | 50° 20′ 44″ N, 4° 44′ 30″ E       |
| Brasserie d'Achouffe (fait partie de Duvel Moortgat)        | Houffalize        | Luxembourg          | Chouffe, McChouffe                                       | 200 000                   | 50° 09′ 03″ N, 5° 44′ 44″ E       |
| Brasserie Affligem (fait partie d'Alken-Maes<Heineken)      | Opwijk            | Brabant flamand     | Affligem, Postel, Ope-Ale, Florival                      |                           | 50° 58′ 14,67″ N, 4° 11′ 26,31″ E |
| Brasserie Alken (fait partie d'Alken-Maes<Heineken)         | Alken             | Limbourg            | Cristal Alken, Maes, Ciney, Grimbergen, Judas            |                           |                                   |
| Brasserie Alvinne                                           | Zwevegem          | Flandre-Occidentale | Alvinne                                                  |                           | 50° 46′ 17,18″ N, 3° 23′ 24,7″ E  |
| Brasserie Amburon                                           | Tongres           | Limbourg            | Tungri                                                   |                           |                                   |
| Brasserie Anders!                                           | Halen             | Limbourg            | bières à façon                                           |                           | 50° 56′ 57,65″ N, 5° 06′ 06,01″ E |
| Brasserie Angerik                                           | Dilbeek           | Brabant flamand     | Dilleke                                                  |                           | 50° 51′ 00,93″ N, 4° 14′ 45,36″ E |
| Microbrasserie des Ardennes                                 | Lierneux          | Liège               |                                                          |                           | 50° 17′ 53″ N, 5° 45′ 44″ E       |
| Brasserie d'Arlon Coopérative                               | Arlon             | Luxembourg          | ARAmiss, ARAporter, ARAluna, ARAfinée                    | 150                       |                                   |
| L'Art d'en Brasser                                          | Soignies          | Hainaut             | La Fougueuse, La Belle de Saison, L'Audacieux            |                           |                                   |
| Brasserie Artois (fait partie d'AB InBev)                   | Louvain           | Brabant flamand     | Stella Artois, Leffe, Vieux-Temps, Scotch CTS, Horse-Ale |                           | 50° 53′ 14,34″ N, 4° 42′ 41,26″ E |
| Brasserie Atrium                                            | Marche-en-Famenne | Luxembourg          | Pam, Onyx                                                |                           | 50° 13′ 39″ N, 5° 20′ 44″ E       |
| Brasserie de l'Attrait                                      | Bertogne          | Luxembourg          | Attrait                                                  |                           |                                   |
| Brasserie AREVER                                            | Evere             | Bruxelles           | Chicon Malté, Une Noix d'Avance, Mousse d'Asperge        |                           |                                   |
| Brasserie Augrenoise                                        | Soignies          | Hainaut             | Augrenoise                                               |                           | 50° 32′ 34,18″ N, 4° 02′ 26,81″ E |
| Authentique Brasserie                                       | Bernissart        | Hainaut             | Authentique, Pils des Trois Canaux                       |                           | 50° 29′ 57,21″ N, 3° 40′ 25,89″ E |

## B
| Brasserie                                                        | Commune                 | Province            | Principales bières                                    | Production annuelle en hl | Géolocalisation                   |  |
| ---------------------------------------------------------------- | ----------------------- | ------------------- | ----------------------------------------------------- | ------------------------- | --------------------------------- |  |
| Brasserie La Barbiot                                             | Le Rœulx                | Hainaut             | Barbiot                                               |                           | 50° 28′ 32,45″ N, 4° 04′ 03,31″ E |  |
| Brasserie de Battignies                                          | Binche                  | Hainaut             | Fromenthine                                           |                           |                                   |  |
| Beerstorming                                                     | Saint-Gilles            | Bruxelles           | BS#28, BS#105, BS#122 BS#174                          |                           |                                   |  |
| Brasserie Belge                                                  | Herstal                 | Liège               | Belgicus                                              |                           |                                   |  |
| Brasserie Belgoo                                                 | Leeuw-Saint-Pierre      | Brabant flamand     | Belgoo                                                |                           |                                   |  |
| Belgo Sapiens Brewery                                            | Nivelles                | Brabant wallon      | Blanche de Thines                                     |                           |                                   |  |
| Brasserie de Bellevaux                                           | Malmedy                 | Liège               | Bellevaux                                             |                           | 50° 23′ 31″ N, 6° 00′ 26″ E       |  |
| Brasserie Belle-Vue (fait partie de AB InBev)                    | Leeuw-Saint-Pierre      | Brabant flamand     | Belle-Vue                                             |                           | 50° 47′ 58,73″ N, 4° 17′ 16,91″ E |  |
| Brasserie de Bertinchamps                                        | Gembloux                | Namur               | Bertinchamps                                          |                           |                                   |  |
| Brasserie La Binchoise                                           | Binche                  | Hainaut             | Binchoise, Abbaye de Bonne Espérance                  |                           | 50° 24′ 29″ N, 4° 09′ 58″ E       |  |
| Brasserie de Blaugies                                            | Dour                    | Hainaut             | Darbyste, La Moneuse, Saison d'Épeautre               | 2 500                     | 50° 21′ 29,76″ N, 3° 50′ 34,91″ E |  |
| Brasserie Bobbi                                                  | Haut-Ittre              | Brabant Wallon      | Triple Saint-Géry                                     |                           | 50° 39′ 28,2″ N, 4° 18′ 24,4″ E   |  |
| Brasserie du Bocq                                                | Yvoir                   | Namur               | Gauloise, Blanche de Namur, Triple Moine, Saison 1858 | +0094 000,                | 50° 18′ 40,56″ N, 4° 56′ 37,23″ E |  |
| Brasserie Boelens                                                | Saint-Nicolas           | Flandre-Orientale   | Waase Wolf, Klok                                      |                           | 51° 08′ 50,09″ N, 4° 05′ 19,78″ E |  |
| Brasserie Boon                                                   | Hal                     | Brabant flamand     | Boon                                                  |                           | 50° 42′ 44,66″ N, 4° 13′ 12,37″ E |  |
| Brasserie Bosteels (fait partie de AB InBev)                     | Buggenhout              | Flandre-Orientale   | Deus, Kwak, Tripel Karmeliet                          |                           | 51° 00′ 49″ N, 4° 12′ 05,8″ E     |  |
| Brasserie La Botteresse                                          | Saint-Georges-sur-Meuse | Liège               | La Botteresse, Sur-les-Bois                           | +0 000350,                | 50° 36′ 06,68″ N, 5° 22′ 53,68″ E |  |
| Brasserie de Bouillon                                            | Bouillon                | Luxembourg          | La Médiévale, Cuvée de Bouillon                       |                           | 49° 49′ 30,47″ N, 5° 05′ 11,55″ E |  |
| Brasserie Bourgogne des Flandres (fait partie de John Martin SA) | Bruges                  | Flandre-Occidentale | Bourgogne des Flandres                                |                           | 51° 12′ 25″ N, 3° 13′ 34″ E       |  |
| Brasserie du Brabant                                             | Genappe                 | Brabant wallon      | La Brabançonne                                        |                           | 50° 35′ 00,96″ N, 4° 27′ 08,31″ E |  |
| Brasserie Brasse-Temps (Louvain-La-Neuve)                        | Louvain-La-Neuve        | Brabant wallon      | Brasse-Temps                                          |                           |                                   |  |
| Brasserie Brasse-Temps (Mons)                                    | Mons                    | Hainaut             | Brasse-Temps                                          |                           |                                   |  |
| Brasserie Brootcoorens                                           | Erquelinnes             | Hainaut             | Angélus                                               |                           | 50° 18′ 25,77″ N, 4° 06′ 24,46″ E |  |
| Brasserie 't Brouwershuis                                        | Kalmthout               | Anvers              | Test                                                  |                           |                                   |  |
| Brasserie de Brunehaut                                           | Brunehaut               | Hainaut             | Abbaye de Saint-Martin, Brunehaut                     |                           | 50° 30′ 39,96″ N, 3° 23′ 21,48″ E |  |
| Brussels Beer Project                                            | Bruxelles               | Bruxelles           | Babylone, Grosse Bertha, Dark Sister                  |                           | 50° 51′ 10″ N, 4° 20′ 31″ E       |  |
| BrewTous'                                                        | Bütgenbach              | Liège               | Brown Sugar, Sweet Virginia, Jumpin' Jack IPA         |                           |                                   |  |

## C
| Brasserie                                      | Commune        | Province          | Principales bières                           | Production annuelle en hl | Géolocalisation                   |
| ---------------------------------------------- | -------------- | ----------------- | -------------------------------------------- | ------------------------- | --------------------------------- |
| Brasserie C (Microbrasserie de la Principauté) | Liège          | Liège             | Curtius                                      | +0 000600,                | 50° 39′ 10,37″ N, 5° 35′ 27,74″ E |
| Ça Brasse Pour Moi                             | Boussu         | Hainaut           | Rayon de Soleil, Été indien                  |                           |                                   |
| Brasserie de Cambron                           | Brugelette     | Hainaut           | Abbaye de Cambron                            |                           |                                   |
| Brasserie Cantillon                            | Anderlecht     | Bruxelles         | Cantillon                                    |                           | 50° 50′ 29,25″ N, 4° 20′ 08,27″ E |
| Brasserie Caracole                             | Dinant         | Namur             | Troublette, Caracole                         | +0001 600,                | 50° 12′ 10,93″ N, 4° 53′ 32″ E    |
| Brasserie des Carrières                        | Belœil         | Hainaut           | Diôle                                        |                           |                                   |
| Brasserie Caulier                              | Péruwelz       | Hainaut           | Bon Secours, Paix Dieu                       | +0005 000,                | 50° 30′ 09,27″ N, 3° 35′ 19,52″ E |
| Brasserie de Cazeau                            | Tournai        | Hainaut           | Tournay, Saison Cazeau                       | 1500                      | 50° 38′ 02,82″ N, 3° 16′ 20,57″ E |
| Brasserie du Clocher                           | Namur          | Namur             | Philomène florale                            |                           |                                   |
| Brasserie du la Clochette                      | Étalle         | Luxembourg        | La Clochette                                 | 120                       |                                   |
| Brasserie Cnudde                               | Audenarde      | Flandre-Orientale | Cnudde                                       |                           |                                   |
| Brasserie Contreras                            | Gavere         | Flandre-Orientale | Contrapils, Valeir                           |                           |                                   |
| Brasserie Cornelissen                          | Brée           | Limbourg          | Ops-Ale, Pax Pils, Herkenrode, Sint-Gummarus |                           |                                   |
| Brasserie Cosse                                | Grâce-Hollogne | Liège             | Belle Ardente                                |                           | 50° 38′ 29,09″ N, 5° 29′ 48,39″ E |
| Brasserie de la Croix                          | Beyne-Heusay   | Liège             | Sainte Nitouche                              |                           | 50° 36′ 57″ N, 5° 40′ 08″ E       |
| Brasserie Cubus                                | Incourt        | Brabant wallon    | Cubus                                        |                           |                                   |

## D
| Brasserie                                                      | Commune              | Province            | Principales bières                               | Production annuelle en hl | Géolocalisation                   |  |
| -------------------------------------------------------------- | -------------------- | ------------------- | ------------------------------------------------ | ------------------------- | --------------------------------- |  |
| Brasserie Danny                                                | Erpe-Mere            | Flandre-Orientale   | Domus, Kwibus                                    |                           |                                   |  |
| Brasserie De Bie                                               | Dentergem            | Flandre-Occidentale | Bie, De Bie, Hellekapelle                        |                           |                                   |  |
| Brasserie De Block                                             | Merchtem             | Brabant flamand     | Dendermonde Tripel, Kastaar, Satan               |                           |                                   |  |
| Brasserie De Brabandere (ex Brasserie Bavik)                   | Harelbeke            | Flandre-Occidentale | Bavik, Petrus, Wittekerke                        |                           | 50° 51′ 44,06″ N, 3° 17′ 51,49″ E |  |
| Gueuzerie De Cam                                               | Gooik                | Brabant flamand     | De Cam                                           |                           |                                   |  |
| Brasserie Deca                                                 | Vleteren             | Flandre-Occidentale | Antiek, Vleteren                                 |                           |                                   |  |
| Brasserie De Dochter van de Korenaar                           | Baerle-Duc           | Anvers              | Noblesse, Finesse, Bravoure, Courage             |                           |                                   |  |
| Brasserie De Dolle Brouwers                                    | Dixmude              | Flandre-Occidentale | Oerbier, Arabier                                 |                           |                                   |  |
| KasteelBrasserie De Dool                                       | Houthalen-Helchteren | Limbourg            | Ter Dolen                                        |                           |                                   |  |
| Brasserie De Glazen Toren                                      | Erpe-Mere            | Flandre-Orientale   | Saison d'Erpe-Mere, Canaster, Ondineke           |                           |                                   |  |
| Brasserie De Graal                                             | Brakel               | Flandre-Orientale   | De Graal                                         |                           |                                   |  |
| Brasseurs de la Grand Place                                    | Bruxelles            | Bruxelles           |                                                  |                           | 50° 50′ 47,23″ N, 4° 21′ 12,67″ E |  |
| Brasserie De Halve Maan (Bruges)                               | Bruges               | Flandre-Occidentale | Brugse Zot, Straffe Hendrik                      |                           | 51° 12′ 09″ N, 3° 13′ 27″ E       |  |
| Brasserie De Hoorn (fait partie de Palm Belgian Craft Brewers) | Londerzeel           | Brabant flamand     | Cornet, Arthur's Legacy                          |                           |                                   |  |
| Brasserie De Koninck (fait partie de Duvel Moortgat)           | Anvers               | Anvers              | De Koninck, Triple d'Anvers                      |                           |                                   |  |
| Brasserie De Kroon                                             | Huldenberg           | Brabant flamand     | Super Kroon, Delvaux, Job                        |                           |                                   |  |
| Brasserie De Landtsheer                                        | Termonde             | Flandre-Orientale   | Malheur, Novice                                  |                           |                                   |  |
| Brasserie De Leite                                             | Oostkamp             | Flandre-Occidentale | Femme Fatale, Bon Homme                          |                           |                                   |  |
| Brasserie Demanez                                              | Sainte-Ode           | Luxembourg          | B.R.                                             | +00 00080,                |                                   |  |
| Brasserie Den Herberg                                          | Hal                  | Brabant flamand     | Den Herberg                                      |                           |                                   |  |
| Brasserie Den Hopperd                                          | Hulshout             | Anvers              | Kameleon                                         |                           |                                   |  |
| Brasserie Den Houten Molen                                     | Affligem             | Brabant flamand     | Rangsken                                         |                           |                                   |  |
| Brasserie Den Toetëlèr                                         | Hoeselt              | Limbourg            | Toetëlèr                                         |                           |                                   |  |
| Brasserie Den Triest                                           | Kapelle-op-den-Bos   | Brabant flamand     | Triest                                           |                           |                                   |  |
| Brasserie Den Tseut                                            | Assenede             | Flandre-Orientale   | Den Tseut, Bras, Belle Cies                      |                           |                                   |  |
| Brasserie De Plukker                                           | Poperinge            | Flandre-Occidentale | Keikoppenbier                                    |                           |                                   |  |
| De Proefbrouwerij                                              | Lochristi            | Flandre-Occidentale | bières à façon                                   |                           |                                   |  |
| Brasserie De Ranke                                             | Mouscron             | Hainaut             | Guldenberg, Saison de Dottignies, Cuvée De Ranke | 1700                      |                                   |  |
| Brasserie De Ryck                                              | Herzele              | Flandre-Orientale   | Arend                                            |                           |                                   |  |
| Brasserie De Schuur                                            | Lubbeek              | Brabant flamand     | Meneer, Nikolaas                                 |                           |                                   |  |
| Brasserie Deseveaux                                            | Boussu               | Hainaut             | Avena, Sarazen                                   |                           |                                   |  |
| Brasserie De Troch                                             | Ternat               | Brabant flamand     | Chapeau                                          |                           |                                   |  |
| Brasserie De Vlier                                             | Holsbeek             | Brabant flamand     | Kessel                                           |                           |                                   |  |
| Brasserie Dijkwaert                                            | Herentals            | Anvers              | Thals                                            |                           |                                   |  |
| Brasserie Dilewyns                                             | Termonde             | Flandre-Orientale   | Vicaris                                          |                           |                                   |  |
| Brasserie Domus                                                | Louvain              | Brabant flamand     | Con Domus, Nostra Domus                          |                           |                                   |  |
| Brasserie Donum Ignis                                          | Saint-Nicolas        | Flandre-Orientale   | Noorderbierke, Zuiderbierke                      |                           |                                   |  |
| Brasserie Drie Fonteinen                                       | Beersel              | Brabant flamand     | Drie Fonteinen, Doesjel, Armand'4, Beersel       |                           |                                   |  |
| Brasserie Dubuisson                                            | Leuze-en-Hainaut     | Hainaut             | Bush, Cuvée des Trolls                           | 75 000                    | 50° 35′ 16,88″ N, 3° 32′ 32,7″ E  |  |
| Brasserie Dupont                                               | Leuze-en-Hainaut     | Hainaut             | Moinette, Saison Dupont                          | +0040 000,                | 50° 34′ 18,98″ N, 3° 39′ 02,29″ E |  |
| Brasserie Duvel (fait partie de Duvel Moortgat)                | Puurs                | Anvers              | Duvel, Maredsous, Vedett                         |                           |                                   |  |
| Brasserie de l'orne                                            | Mont-Saint-Guibertt  | Brabant Wallon      | Ornoise, 16Orne, Ornoise Triple, Ornoise RôZette |                           |                                   |  |

## E
| Brasserie                | Commune     | Province            | Principales bières         | Production annuelle en hl | Géolocalisation                   |
| ------------------------ | ----------- | ------------------- | -------------------------- | ------------------------- | --------------------------------- |
| Brasserie des Eaux Vives | Doische     | Namur               | Mam'zelle Bibiche          |                           |                                   |
| Brasserie d'Écaussinnes  | Écaussinnes | Hainaut             | 1830, Comédie, Cookie Beer |                           | 50° 33′ 30,17″ N, 4° 08′ 06,91″ E |
| Brasserie Elfique        | Aywaille    | Liège               | Elfique                    | 6000                      | 50° 28′ 55,74″ N, 5° 41′ 18,34″ E |
| Brasserie Engilsen       | Tessenderlo | Limbourg            | Dief !                     |                           |                                   |
| Brasserie En Stoemelings | Bruxelles   | Bruxelles           | Curieuse Neus              |                           |                                   |
| Brasserie de l'Ermitage  | Bruxelles   | Bruxelles           | Lanterne                   |                           |                                   |
| Brasserie Eutropius      | Courtrai    | Flandre-Occidentale | Oscar                      |                           |                                   |
| Experiment'Ale           | Esneux      | Liège               | Dynamite , Orbit'Ale       | 600                       |                                   |

## F
| Brasserie                   | Commune             | Province            | Principales bières       | Production annuelle en hl | Géolocalisation                   |
| --------------------------- | ------------------- | ------------------- | ------------------------ | ------------------------- | --------------------------------- |
| Brasserie des Fagnes        | Couvin              | Namur               | Super des Fagnes         |                           | 50° 05′ 01,1″ N, 4° 31′ 23,95″ E  |
| Brasserie Fantôme           | Érezée              | Luxembourg          | Fantôme                  | 700                       | 50° 17′ 09,91″ N, 5° 30′ 46,84″ E |
| Brasserie La Ferme au Chêne | Durbuy              | Luxembourg          | Marckloff                |                           | 50° 21′ 05″ N, 5° 27′ 13,01″ E    |
| Brasserie du Flo            | Hannut              | Liège               | Flo, Cuvée Saint-Antoine |                           | 50° 39′ 51,47″ N, 5° 07′ 24,34″ E |
| Brasserie Forêt             | Comblain-au-Pont    | Liège               | Forêt                    |                           | 50° 30′ 10″ N, 5° 34′ 19″ E       |
| Brasserie Fort Lapin        | Bruges              | Flandre-Occidentale | Fort Lapin               |                           | 51° 13′ 25″ N, 3° 14′ 05″ E       |
| Brasserie Le Fou du Roi     | Thuin               | Hainaut             | Galipette                |                           | 50° 17′ 30″ N, 4° 20′ 36″ E       |
| Brasserie La Frasnoise      | Frasnes-lez-Anvaing | Hainaut             | Frasnoise                |                           | 50° 40′ 05,87″ N, 3° 37′ 10,51″ E |

## G
| Brasserie                 | Commune            | Province            | Principales bières | Production annuelle en hl | Géolocalisation                   |
| ------------------------- | ------------------ | ------------------- | ------------------ | ------------------------- | --------------------------------- |
| Microbrasserie de Gallaix | Leuze-en-Hainaut   | Hainaut             | Rosam              |                           |                                   |
| Brasserie 't Gaverhopke   | Harelbeke          | Flandre-Occidentale | Gaverhopke         |                           |                                   |
| Brasserie Gengoulf        | Florenville        | Luxembourg          | Gengoulf           |                           | 49° 37′ 15″ N, 5° 20′ 31″ E       |
| Brasserie Gigi            | Meix-devant-Virton | Luxembourg          | Spéciale Gigi      |                           | 49° 37′ 10,79″ N, 5° 25′ 32,49″ E |
| Brasserie Girardin        | Dilbeek            | Brabant flamand     | Girardin           |                           |                                   |
| Brasserie Gosselin        | Quévy              | Hainaut             | Coq, Vieille       |                           |                                   |
| Brasserie Le Goupil       | Rixensart          | Brabant wallon      | Renart             |                           |                                   |
| Brasserie Grain d'Orge    | Plombières         | Liège               | Brice, Joup        | +0001 360,                | 50° 43′ 26,28″ N, 5° 55′ 10,46″ E |
| Brasserie de Grandvoir    | Neufchâteau        | Luxembourg          | Vaurien            |                           | 49° 51′ 17″ N, 5° 22′ 33″ E       |
| Brasserie Gulden Spoor    | Wevelgem           | Flandre-Occidentale | Gulden Spoor       |                           |                                   |
| Brasserie Gruut           | Gand               | Flandre-Orientale   | Gentse Gruut       |                           |                                   |

## H
| Brasserie                                                           | Commune        | Province            | Principales bières                                       | Production annuelle en hl | Géolocalisation             |
| ------------------------------------------------------------------- | -------------- | ------------------- | -------------------------------------------------------- | ------------------------- | --------------------------- |
| Brasserie Haacht                                                    | Boortmeerbeek  | Brabant flamand     | Charles Quint, Eupener Bier, Primus, Coq Hardi; Tongerlo |                           |                             |
| Gueuzerie Hanssens                                                  | Beersel        | Brabant flamand     | Hanssens                                                 |                           |                             |
| Brasserie Het Anker                                                 | Malines        | Anvers              | Anker, Gouden Carolus, Lucifer                           |                           | 51° 01′ 55″ N, 4° 28′ 23″ E |
| Brasserie Het Sas                                                   | Ypres          | Flandre-Occidentale | Sas Pils, Paulus,Yperman                                 |                           |                             |
| Brasserie Hepta                                                     | Gesves (Strud) | Namur               | Belgian Amber Ale, Session IPA                           |                           |                             |
| Brasserie Hoegaarden ex Brasserie De Kluis (fait partie d'AB InBev) | Hoegaarden     | Brabant flamand     | Hoegaarden, Le Fruit défendu                             | +0900 000,                |                             |
| Brasserie 't Hofbrouwerijke                                         | Putte          | Anvers              | Hoftrol, Hofblues, Hofelf                                |                           |                             |
| Brasserie Hof ten Dormaal                                           | Haacht         | Brabant flamand     | Hof ten Dormaal                                          |                           |                             |
| Brasserie Humulus                                                   | Arendonk       | Anvers              | Arendonker                                               |                           |                             |
| Brasserie Huyghe                                                    | Melle          | Flandre-Orientale   | Delirium Tremens, Floris, Mongozo, Sint-Idesbald         |                           |                             |

## I
| Brasserie              | Commune    | Province   | Principales bières                             | Production annuelle en hl | Géolocalisation                   |
| ---------------------- | ---------- | ---------- | ---------------------------------------------- | ------------------------- | --------------------------------- |
| Brasserie L'Imprimerie | Uccle      | Bruxelles  | Blanche de Saint-Job, Ekla, Stout Vandenheuvel |                           | 50° 47′ 40,47″ N, 4° 21′ 52,94″ E |
| Brasserie Inter-Pol    | Houffalize | Luxembourg | Witte Pol, Zwarte Pol                          | 40                        | 50° 09′ 07,15″ N, 5° 46′ 07,48″ E |

## J
| Brasserie                                                                | Commune    | Province       | Principales bières | Production annuelle en hl | Géolocalisation                   |
| ------------------------------------------------------------------------ | ---------- | -------------- | ------------------ | ------------------------- | --------------------------------- |
| Brasserie de Jandrain-Jandrenouille                                      | Orp-Jauche | Brabant wallon | IV Saison, V Cense |                           | 50° 40′ 41,51″ N, 4° 58′ 38,98″ E |
| Brasserie Jean Tout Seul                                                 | Lessines   | Hainaut        | Trompeuse          |                           | 50° 41′ 43,7″ N, 3° 53′ 56,15″ E  |
| Brasserie Jessenhofke                                                    | Hasselt    | Limbourg       | Jessenhofke        |                           |                                   |
| Brasserie Jupiler ex Brasserie Piedbœuf (fait partie du groupe AB InBev) | Liège      | Liège          | Jupiler, Piedbœuf  | 4 900 000                 | 50° 38′ 55,13″ N, 5° 37′ 31,27″ E |

## K
| Brasserie                 | Commune      | Province            | Principales bières | Production annuelle en hl | Géolocalisation |
| ------------------------- | ------------ | ------------------- | ------------------ | ------------------------- | --------------- |
| Brasserie 't Koelschip    | Ostende      | Flandre-Occidentale | Tank               |                           |                 |
| Brasserie Kompel          | Maasmechelen | Limbourg            | Kompel             |                           |                 |
| Brasserie Kortrijk-Dutsel | Holsbeek     | Brabant flamand     | Kortrijk dUtsel    |                           |                 |
| Brasserie 't Kroontje     | Lebbeke      | Flandre-Orientale   | Rebelle            |                           |                 |

## L
| Brasserie                                                                                              | Commune            | Province          | Principales bières                                         | Production annuelle en hl | Géolocalisation                      |
| --- | ------------------ | ----------------- | ---------------------------------------------------------- | ------------------------- | ------------------------------------ |
| Brasserie La Cabane des Brasseurs                                                                      | Huy                | Liège             | Les 5 Merveilles de Huy, Verveine, Tilleul                 |                           | 50.5241015017594, 5.2502733157798716 |
| Brasserie de La Gleize                                                                                 | Stoumont           | Liège             | 44                                                         |                           | 50° 24′ 45″ N, 5° 50′ 47″ E          |
| Brasserie Lefebvre                                                                                     | Rebecq             | Brabant wallon    | Barbar, Blanche de Bruxelles, Floreffe                     | 100000                    | 50° 40′ 28,61″ N, 4° 09′ 07,67″ E    |
| Brasserie des Légendes (issue de la fusion de la Brasserie des Géants et de la Brasserie Ellezelloise) | Ath + Ellezelles   | Hainaut           | Quintine, Goliath, Saison Voisin, Corne du Bois des Pendus |                           | 50° 37′ 16,53″ N, 3° 45′ 34,59″ E    |
| Brasserie de la Lesse                                                                                  | Rochefort          | Namur             | Cambrée, Chinette, Rouge Croix                             |                           |                                      |
| Brasseries de Liège                                                                                    | Liège              | Liège             | Légia                                                      |                           | 50° 38′ 31″ N, 5° 34′ 35″ E          |
| Brasserie Liefmans (fait partie de Duvel Moortgat)                                                     | Audenarde          | Flandre-Orientale | Liefmans                                                   |                           |                                      |
| Brasserie de la Lienne                                                                                 | Lierneux           | Liège             | Lienne, Grandgousier, 3Pontoise                            | 650                       | 50° 20′ 25,11″ N, 5° 49′ 08,32″ E    |
| Brasserie Lindemans                                                                                    | Leeuw-Saint-Pierre | Brabant flamand   | Lindemans, Foudroyante                                     |                           |                                      |
| Brasserie de Lonsees                                                                                   | Gembloux           | Namur             | Bonne Bwère, Tripante, Tr(h)op is te veel                  |                           |                                      |
| Brasserie Loterbol                                                                                     | Diest              | Brabant flamand   | Loterbol                                                   |                           |                                      |
| Brasserie Lupulus (ex Brasserie Les Trois Fourquets)                                                   | Gouvy              | Luxembourg        | Lupulus                                                    | 27000                     | 50° 12′ 53,67″ N, 5° 54′ 47,79″ E    |

## M
| Brasserie                                                 | Commune            | Province            | Principales bières                           | Production annuelle en hl | Géolocalisation                   |
| --------------------------------------------------------- | ------------------ | ------------------- | -------------------------------------------- | ------------------------- | --------------------------------- |
| Microbrasserie de la Madelonne                            | Gouvy              | Luxembourg          | La Madelonne                                 |                           | 50° 11′ 09″ N, 5° 53′ 24″ E       |
| Brasserie Maenhout                                        | Meulebeke          | Flandre-Occidentale | Kroffel                                      |                           |                                   |
| Brasserie Malheur (voir Brasserie De Landtsheer)          | Buggenhout         | Flandre-Orientale   | Malheur, Novice                              |                           |                                   |
| Brasserie de Marsinne                                     | Héron              | Liège               | Léopold 7                                    | 2000                      | 50° 31′ 46″ N, 5° 07′ 06″ E       |
| Brasserie Martens                                         | Bocholt            | Limbourg            | Martens Pils, Sezoens, Kristoffel            | 3 000 000                 |                                   |
| Brasserie Millevertus                                     | Tintigny           | Luxembourg          | Douce Vertus, Bella Mère, Mère Vertus        |                           | 49° 41′ 43,01″ N, 5° 29′ 32,04″ E |
| Brasserie Minne                                           | Somme-Leuze        | Namur               | Trouffette, Bastogne Pale Ale                | 1500                      |                                   |
| Brasserie des Monts                                       | Ellezelles         | Hainaut             | Blanc Mongnîs                                |                           |                                   |
| Brasserie Mort Subite (fait partie d'Alken-Maes<Heineken) | Asse               | Brabant flamand     | Mort Subite                                  |                           |                                   |
| Brasserie Mochenaire                                      | Andenne (Belgique) | Namur               | Mochenaire Home'S Black, Blonde, Little One. |                           | 50° 30′ 35,2″ N, 4° 59′ 24,5″ E   |
| Brasserie de la Mule                                      | Schaerbeek         | Bruxelles           | Hefe Weisse                                  |                           |                                   |

## N
| Brasserie                     | Commune            | Province        | Principales bières      | Production annuelle en hl | Géolocalisation                 |
| ----------------------------- | ------------------ | --------------- | ----------------------- | ------------------------- | ------------------------------- |
| Brasserie artisanale de Namur | Namur              | Namur           | Houppe, Jambes en l'air |                           | 50° 27′ 11,5″ N, 4° 51′ 38,7″ E |
| Brasserie La Natoise          | Hamois             | Namur           | Natoise                 |                           |                                 |
| Brasserie Nieuwhuys           | Hoegaarden         | Brabant flamand | Nieuwhuys Huardis       |                           |                                 |
| Brasserie No Science          | Bruxelles (Laeken) | Bruxelles       | Noisy                   |                           |                                 |

## O
| Brasserie                                 | Commune    | Province            | Principales bières    | Production annuelle en hl | Géolocalisation                   |
| ----------------------------------------- | ---------- | ------------------- | --------------------- | ------------------------- | --------------------------------- |
| Brasserie Omer Vander Ghinste (ex Bockor) | Courtrai   | Flandre-Occidentale | Jacobins, Max, Bockor |                           | 50° 46′ 38,64″ N, 3° 16′ 43,92″ E |
| Brasserie d'Oster                         | Manhay     | Luxembourg          | Oster                 |                           | 50° 16′ 30″ N, 5° 39′ 33″ E       |
| Brasserie Oud Beersel                     | Beersel    | Brabant flamand     | Oud Beersel           |                           |                                   |
| Brasserie d'Oude Caert                    | Brasschaat | Anvers              | d'Oude Caert          |                           |                                   |
| Brasserie Oxymore                         | Gouvy      | Luxembourg          | Oxymore               |                           | 50° 09′ 35,43″ N, 5° 55′ 27,64″ E |

## P
| Brasserie                                                  | Commune         | Province          | Principales bières            | Production annuelle en hl | Géolocalisation                   |
| ---------------------------------------------------------- | --------------- | ----------------- | ----------------------------- | ------------------------- | --------------------------------- |
| Brasserie 't Paenhuys                                      | Saint-Nicolas   | Flandre-Orientale | Kloefkapper, Schapenkop, Zjef |                           |                                   |
| Brasserie Palm (fait partie de Palm Belgian Craft Brewers) | Londerzeel      | Brabant flamand   | Palm, Steenbrugge             |                           |                                   |
| Brasserie 't Pakhuis                                       | Anvers          | Anvers            | Antwerps                      |                           |                                   |
| Brasserie Peak-Beer                                        | Botrange Waimes | Province de Liège |                               |                           |                                   |
| Brasserie Pirlot                                           | Zandhoven       | Anvers            | Kempisch Vuur                 |                           |                                   |
| Microbrasserie de la Principauté                           | Liège           | Liège             | Curtius                       | +0 000450,                | 50° 39′ 10,37″ N, 5° 35′ 27,74″ E |

## R
| Brasserie                                                       | Commune      | Province            | Principales bières                   | Production annuelle en hl | Géolocalisation                  |
| --------------------------------------------------------------- | ------------ | ------------------- | ------------------------------------ | ------------------------- | -------------------------------- |
| Brasserie du Renard                                             | Grez-Doiceau | Brabant wallon      | L'Adorée, La Blondasse               | 100                       |                                  |
| Brasserie Rodenbach (fait partie de Palm Belgian Craft Brewers) | Roulers      | Flandre-Occidentale | Rodenbach                            |                           |                                  |
| Brasserie de la Rogère                                          | Thuin        | Hainaut             | La Saqwè                             |                           | 50° 18′ 19″ N, 4° 19′ 29″ E      |
| Brasserie Roman                                                 | Audenarde    | Flandre-Orientale   | Adriaen Brouwer, Ename, Wieze Tripel |                           |                                  |
| Brasserie Artisanale de Rulles                                  | Habay        | Luxembourg          | Rulles                               | 2765                      | 49° 43′ 06,2″ N, 5° 33′ 27,82″ E |
| Brasserie Perron Bieren                                         | Gellik       | Limburg             | Saison, Griffier, Blond, Tripel      | 40                        |                                  |

## S
| Brasserie                                               | Commune              | Province            | Principales bières                                                        | Production annuelle en hl | Géolocalisation                     |
| ------------------------------------------------------- | -------------------- | ------------------- | ------------------------------------------------------------------------- | ------------------------- | ----------------------------------- |
| Brasserie Saint-Bernardus                               | Poperinge            | Flandre-Occidentale | Saint Bernardus, Watou Tripel                                             |                           | 50° 50′ 29,28″ N, 2° 38′ 20,26″ E   |
| Brasserie Sortie 14                                     | Sombreffe            | Namur               | Phoenix Amère, Allumette                                                  |                           | 50° 30′ 18,48″ N, 4° 36′ 38,2″ E    |
| Brasserie Sainte-Hélène                                 | Virton               | Luxembourg          | Mistinguett, Gipsy Rose, Lily Blue                                        |                           | 49° 34′ 54,01″ N, 5° 34′ 12,45″ E   |
| Brasserie Saint-Feuillien                               | Le Rœulx             | Hainaut             | St Feuillien, Grisette                                                    |                           | 50° 30′ 06,97″ N, 4° 06′ 34,96″ E   |
| Brasserie Saint-Lazare                                  | Mons                 | Hainaut             | bières à façon                                                            |                           | 50° 28′ 09,3″ N, 3° 57′ 56,7″ E     |
| Brasserie Saint-Monon                                   | Nassogne             | Luxembourg          | Saint-Monon                                                               | +0 000600,                | 50° 08′ 29,32″ N, 5° 18′ 50,35″ E   |
| Brasserie de la Sambre                                  | Spy                  | Namur               | Eldorado                                                                  |                           | 50° 29′ 04,038″ N, 4° 42′ 20,128″ E |
| Brasserie Schockmel                                     | Les-Bons-Villers     | Hainaut             | Lithium, Lycanthr'hop, Tsar Bomba                                         | 42                        |                                     |
| Brasserie Schelde                                       | Hoogstraten          | Anvers              | Zeezuiper, Dulle Griet, Lamme Goedzak                                     |                           | 51° 28′ 21,48″ N, 4° 43′ 33,6″ E    |
| Brasserie de la Senne                                   | Molenbeek-Saint-Jean | Bruxelles           | Zinnebir, Taras Boulba, Stouterik                                         | 8000                      | 50° 51′ 36,86″ N, 4° 18′ 30,09″ E   |
| Brasserie de Silenrieux                                 | Cerfontaine          | Namur               | Joseph, Sara                                                              |                           | 50° 13′ 23,66″ N, 4° 24′ 43,82″ E   |
| Brasserie de Silly                                      | Silly                | Hainaut             | Abbaye de Forest, Double Enghien, Pink Killer, Silly Pils, Chambourlette  |                           | 50° 38′ 58,23″ N, 3° 55′ 30,25″ E   |
| Brasserie Sint Canarus                                  | Deinze               | Flandre-Orientale   | Sint Canarus,Potteloereke                                                 |                           |                                     |
| Brasserie Siphon                                        | Damme                | Flandre-Occidentale | Blinker, Damme Nation                                                     |                           |                                     |
| Brasserie Slaghmuylder                                  | Ninove               | Flandre-Orientale   | Witkap Pater, Slag Lager Pils                                             |                           |                                     |
| Brasserie 't Smisje (auparavant Brasserie De Regenboog) | Audenarde            | Flandre-Orientale   | Smisje                                                                    |                           |                                     |
| Brasserie Sponk                                         | Visé                 | Liège               | BARK, Miss USA, BuZz, Black Sponk, Mister X, Sabaré, Dragon, Super Dragon |                           | 50° 41′ 48,706″ N, 5° 41′ 00,658″ E |
| Brasserie de la Station                                 | Clavier              | Liège               | Rocket, Aéro, Samba, Grozny                                               | 35                        |                                     |
| Brasserie Stokhove                                      | Oostkamp             | Flandre-Occidentale | Waardamse                                                                 |                           |                                     |
| Brasserie Strubbe                                       | Ichtegem             | Flandre-Occidentale | Strubbe Pils, Dikke Mathile, Houten Kop                                   |                           |                                     |
| Brasserie Struise                                       | Vleteren             | Flandre-Occidentale | Pannepot, Black Albert                                                    |                           |                                     |

## T
| Brasserie                                            | Commune            | Province            | Principales bières                                 | Production annuelle en hl | Géolocalisation                   |
| ---------------------------------------------------- | ------------------ | ------------------- | -------------------------------------------------- | ------------------------- | --------------------------------- |
| Brasserie des Tchets                                 | Libramont-Chevigny | Luxembourg          | Chatte                                             |                           |                                   |
| Gueuzerie Tilquin                                    | Rebecq             | Brabant wallon      | Oude Gueuze Tilquin à l'ancienne, Quetsche Tilquin | 1400                      | 50° 41′ 35,97″ N, 4° 06′ 42,03″ E |
| Brasserie Timmermans (fait partie de John Martin SA) | Dilbeek            | Brabant flamand     | Timmermans                                         |                           | 50° 50′ 24″ N, 4° 14′ 50″ E       |
| Brasserie de la Touffe                               | Chastre            | Brabant wallon      | Flupke, Saint-David                                |                           |                                   |
| Brasserie Toye                                       | Courtrai           | Flandre-Occidentale | Goedendag                                          |                           |                                   |
| Brasserie de Tubize                                  | Tubize             | Brabant wallon      | Bétchard                                           |                           | 50° 41′ 54,64″ N, 4° 12′ 19,74″ E |

## U
| Brasserie             | Commune   | Province            | Principales bières | Production annuelle en hl | Géolocalisation |
| --------------------- | --------- | ------------------- | ------------------ | ------------------------- | --------------- |
| Microbrasserie Urthel | Ruiselede | Flandre-Occidentale | Urthel             |                           |                 |

## V
| Brasserie                                  | Commune                | Province            | Principales bières                              | Production annuelle en hl | Géolocalisation                     |
| ------------------------------------------ | ---------------------- | ------------------- | ----------------------------------------------- | ------------------------- | ----------------------------------- |
| Brasserie Vagebond                         | Merksplas              | Anvers              | Vageblond, Vagebruin Winter                     |                           |                                     |
| Brasserie du Val de Sambre                 | Thuin                  | Hainaut             | Abbaye d'Aulne, Blanche de Charleroi, Heylissem |                           | 50° 21′ 55,54″ N, 4° 19′ 52,82″ E   |
| Brasserie Valduc-Thor                      | Thorembais-Saint-Trond | Brabant wallon      | Fée verte, La petite sœur, Fée Steve, Rio, Thor | +0001 860,                | 50° 37′ 35,163″ N, 4° 46′ 50,846″ E |
| Brasserie Van Den Bossche                  | Herzele                | Flandre-Orientale   | Pater Lieven, Buffalo                           |                           |                                     |
| Brasserie Vandewalle                       | Lo-Reninge             | Flandre-Occidentale | Reninge                                         |                           |                                     |
| Brasserie Van Eecke                        | Poperinge              | Flandre-Occidentale | Kapittel, Hommelbier                            |                           |                                     |
| Brasserie Van Honsebrouck                  | Ingelmunster           | Flandre-Occidentale | Kasteel, St-Louis, Brigand, Bacchus             | 25000                     |                                     |
| Brasserie Van Steenberge ou Brasserie Bios | Evergem                | Flandre-Orientale   | Bornem, Augustijn, Piraat, Gulden Draak         |                           |                                     |
| Brasserie à Vapeur                         | Leuze-en-Hainaut       | Hainaut             | Saison Pipaix, Vapeur Cochonne                  |                           | 50° 35′ 02,77″ N, 3° 34′ 49,42″ E   |
| Brasserie de Verviers                      | Verviers               | Liège               | 4800 Pils, 4800 IPA, 4800 Berliner Weiss        | 100                       |                                     |
| Brasserie Verhaeghe                        | Vichte                 | Flandre-Occidentale | Duchesse de Bourgogne, Barbe, Cambrinus         |                           |                                     |
| Brasserie Vissenaken                       | Tirlemont              | Brabant flamand     | Himelein                                        |                           |                                     |
| Brasserie Vivement Dimanche                | Mouscron               | Hainaut             | Brassin Zéro                                    |                           |                                     |

## W
| Brasserie                                                  | Commune     | Province          | Principales bières        | Production annuelle en hl | Géolocalisation                   |
| ---------------------------------------------------------- | ----------- | ----------------- | ------------------------- | ------------------------- | --------------------------------- |
| Brasserie Walrave                                          | Laarne      | Flandre-Orientale | Pick Up Pils, Toverhekske |                           |                                   |
| Brasserie de Warsage                                       | Dalhem      | Liège             | Warsage                   |                           | 50° 44′ 24,4″ N, 5° 45′ 55,93″ E  |
| Microbrasserie de Waterloo (fait partie de John Martin SA) | Waterloo    | Brabant wallon    | Waterloo                  |                           |                                   |
| Brasserie Weldebrouck                                      | Willebroek  | Anvers            | Weldebrouck               |                           |                                   |
| Brasserie Wilderen                                         | Saint-Trond | Limbourg          | Tripel Kanunnik, Wilderen |                           | 50° 49′ 08,14″ N, 5° 08′ 37,76″ E |
| Witches Brewery                                            | Flobecq     | Hainaut           | Free Moon                 |                           |                                   |

## Groupes brassicoles
Certaines brasseries ayant conservé leur propre production font partie d'un groupe brassicole plus important. 
Quatre importants groupes brassicoles internationaux sont implantés en Belgique : 
- AB InBev avec cinq brasseries (brasseries Artois, Jupiler, Hoegaarden, Belle-Vue et Bosteels) représente plus de 56 % de part du marché belge[3].
- Heineken par l'entremise d'Alken-Maes avec trois sites (brasseries d'Alken, Affligem et Mort Subite).
- Duvel Moortgat avec quatre implantations (brasseries Duvel, d'Achouffe, Liefmans et De Koninck).
- Bavaria par l'entremise de Palm Belgian Craft Brewers avec trois brasseries (brasseries Palm, Rodenbach et micro-brasserie De Hoorn).

Un autre groupe brassicole belge est aussi présent sur le territoire :
- John Martin SA avec trois brasseries (Brasseries Timmermans, Bourgogne des Flandres et Microbrasserie de Waterloo).

## Anciennes brasseries
Au début du XXe siècle, la Belgique comptait plus de 3 000 brasseries de production. La plupart ont cessé leur activité, le plus souvent à la suite d'un rachat par une brasserie concurrente. Parmi celles-ci, on peut citer :
| Ancienne brasserie | Commune             | Province            | Année de fermeture | Géolocalisation                   |
| --- | ------------------- | ------------------- | ------------------ | --------------------------------- |
| Brasserie Aigle Belgica | Bruges              | Flandre-Occidentale | 1985               | 51° 12′ 50,05″ N, 3° 13′ 55,08″ E |
| Brasserie de l'Aigle | Tournai             | Hainaut             | 1940               |                                   |
| Brasserie Akila | Kortemark           | Flandre-Occidentale | 2002               | 50° 58′ 14,67″ N, 4° 11′ 26,31″ E |
| Brasserie Amelot | Zele                | Flandre-Orientale   | 1969               |                                   |
| Brasserie Anglo Belge | Zulte               | Flandre-Orientale   | 1979               |                                   |
| Brasserie Atlas | Anderlecht          | Bruxelles           | 1952               |                                   |
| Brasserie Au Phare | Tongres             | Limbourg            |                    | 50° 46′ 50,4″ N, 5° 27′ 48,07″ E  |
| Brasserie de Baasrode | Termonde            | Flandre-Orientale   |                    |                                   |
| Brasserie Bacchus | Termonde            | Flandre-Orientale   |                    |                                   |
| Brasserie Bavaro-Belge | Anderlecht          | Bruxelles           | 1938               |                                   |
| Brasserie Baele | Eeklo               | Flandre-Orientale   |                    | 51° 11′ 08,41″ N, 3° 33′ 51,14″ E |
| Brasserie Baillon | Termonde            | Flandre-Orientale   |                    | 51° 01′ 42,79″ N, 4° 05′ 44,83″ E |
| Brasserie Barbry | Zottegem            | Flandre-Orientale   |                    | 50° 48′ 19,69″ N, 3° 40′ 41,09″ E |
| Brasserie Bayard | Termonde            | Flandre-Orientale   |                    |                                   |
| Brasserie Bios | Evergem             | Flandre-Orientale   |                    | 51° 10′ 35,08″ N, 3° 44′ 45,83″ E |
| Brasserie Blanckaert | Alost               | Flandre-Orientale   |                    |                                   |
| Brasserie Burny | Alost               | Flandre-Orientale   |                    |                                   |
| Brasserie Cadron-Rooms | Termonde            | Flandre-Orientale   | 1959               |                                   |
| Brasserie Callewaert | Wingene             | Flandre-Occidentale |                    |                                   |
| Centrale Brasserie Victoria | Hamme               | Flandre-Orientale   |                    |                                   |
| Brasserie Ceresia | Jurbise             | Hainaut             | 1952               |                                   |
| Brasserie Coolsaet | Kruishoutem         | Flandre-Orientale   |                    |                                   |
| Brasserie Damy | Zulte               | Flandre-Orientale   |                    |                                   |
| Brasserie De Bijenkorf | Assenede            | Flandre-Orientale   |                    |                                   |
| Brasserie De Blieck | Alost               | Flandre-Orientale   |                    |                                   |
| Brasserie De Engel | Berlare             | Flandre-Orientale   |                    |                                   |
| Brasserie De Geest | Wevelgem            | Flandre-Occidentale |                    |                                   |
| Brasserie De Geyter | Zwalm               | Flandre-Orientale   |                    |                                   |
| Brasserie De Gouden Boom | Bruges              | Flandre-Occidentale | 2004               |                                   |
| Brasserie De Halve Maan (Baesrode)                                                                                                   | Termonde            | Flandre-Orientale   |                    |                                   |
| Brasserie De Hoprank (Laarne) | Laarne              | Flandre-Orientale   |                    |                                   |
| Brasserie De Hoprank | Nevele              | Flandre-Orientale   |                    |                                   |
| Brasserie De Keersmaeker devenue Brasserie Mort Subite                                                                               | Asse                | Brabant flamand     |                    |                                   |
| Brasserie De Klok | Zottegem            | Flandre-Orientale   |                    |                                   |
| Brasserie De Kluis devenue Brasserie Hoegaarden                                                                                      | Hoegaarden          | Brabant flamand     |                    |                                   |
| Brasserie De Leeuw | Zedelgem            | Flandre-Occidentale |                    |                                   |
| Brasserie Delie | Gand                | Flandre-Orientale   |                    |                                   |
| Brasserie De Leyerth | Ruiselede           | Flandre-Occidentale |                    |                                   |
| Brasserie De Meeter | Alost               | Flandre-Orientale   |                    |                                   |
| Brasserie De Pelikaan | Audenarde           | Flandre-Orientale   |                    |                                   |
| Brasserie De Smedt devenue Brasserie Affligem                                                                                        | Opwijk              | Brabant flamand     |                    |                                   |
| Brasserie De Struise ou Brasserie ’t Oud Schooltje                                                                                   | Vleteren            | Flandre-Occidentale |                    |                                   |
| Brasserie De Tijger | Alost               | Flandre-Orientale   |                    |                                   |
| Brasserie De Vuyst (Gand) | Gand                | Flandre-Orientale   |                    |                                   |
| Brasserie De Vuyst (Nazareth) | Nazareth            | Flandre-Orientale   |                    |                                   |
| Brasserie De Wever | Zwalm               | Flandre-Orientale   |                    |                                   |
| Brasserie De Winne (Asper) | Gavere              | Flandre-Orientale   |                    |                                   |
| Brasserie De Winne (Kruishoutem) | Kruishoutem         | Flandre-Orientale   |                    |                                   |
| Brasserie De Winnen | Alost               | Flandre-Orientale   |                    |                                   |
| Brasserie De Winter | Alost               | Flandre-Orientale   |                    |                                   |
| Brasserie De Witte Leeuw | Termonde            | Flandre-Orientale   |                    |                                   |
| Brasserie De Zwaan | Lede                | Flandre-Orientale   |                    |                                   |
| Brasserie Dugardein | Audenarde           | Flandre-Orientale   |                    |                                   |
| Brasserie Du Lac | Bruges              | Flandre-Occidentale |                    |                                   |
| Brasserie L'Échappée Belle | Villers-la-Ville    | Brabant wallon      | 2016               |                                   |
| Brasserie Ellezelloise (devenue Brasserie des Légendes après sa fusion avec la Brasserie des Géants)                                 | Ellezelles          | Hainaut             |                    | 50° 44′ 34,21″ N, 3° 41′ 15,35″ E |
| Brasserie d'Eupen | Eupen               | Liège               | 1998               |                                   |
| Brasserie Excelsior | Gand                | Flandre-Orientale   |                    |                                   |
| Brasserie Artisanale La Fourmilière                                                                                                  | Blegny              | Liège               |                    | 50° 39′ 17,32″ N, 5° 42′ 09,48″ E |
| Brasserie des Géants (appelée aussi Brasserie Goliath devenue Brasserie des Légendes après sa fusion avec la Brasserie Ellezelloise) | Ath                 | Hainaut             |                    | 50° 37′ 14,01″ N, 3° 45′ 28,38″ E |
| Brasserie Ginder-Ale | Merchtem            | Brabant flamand     |                    |                                   |
| Brasserie Hapkin | Kortemark           | Flandre-Occidentale |                    |                                   |
| Brasserie 't Hamerken | Bruges              | Flandre-Occidentale |                    |                                   |
| Brasserie Hayen | Wellen              | Limbourg            |                    |                                   |
| Brasserie Het Damberd | Zulte               | Flandre-Orientale   |                    |                                   |
| Brasserie Hul | Merelbeke           | Flandre-Orientale   |                    |                                   |
| Brasserie Jack-Op | Rotselaar           | Brabant flamand     |                    |                                   |
| Brasserie Kerkom | Saint-Trond         | Limbourg            |                    |                                   |
| Brasserie Krüger | Eeklo               | Flandre-Orientale   |                    |                                   |
| Brasserie Lamot | Malines             | Anvers              |                    |                                   |
| Brasserie La Tunette | Gand                | Flandre-Orientale   |                    |                                   |
| Brasserie Le Ange | Berlare             | Flandre-Orientale   |                    |                                   |
| Brasserie Lecocq | Saint-Nicolas       | Flandre-Orientale   |                    |                                   |
| Brasserie Lemye | Zwalm               | Flandre-Orientale   |                    |                                   |
| Brasserie Louwaege | Kortemark           | Flandre-Occidentale |                    |                                   |
| Brasserie Lupus | Aarschot            | Brabant flamand     |                    |                                   |
| Brasserie Lust | Courtrai            | Flandre-Occidentale |                    |                                   |
| Brasserie Maes voir Alken-Maes | Kontich             | Anvers              |                    |                                   |
| Brasserie Marnix | Termonde            | Flandre-Orientale   |                    |                                   |
| Brasserie Maurice Gantois | Jurbise             | Hainaut             |                    |                                   |
| Brasserie Meiresonne (Bellem) | Aalter              | Flandre-Orientale   |                    |                                   |
| Brasserie Meiresonne (Gand) | Gand                | Flandre-Orientale   |                    |                                   |
| Brasserie Mena | Rotselaar           | Brabant flamand     |                    |                                   |
| Brasserie Mertens | Kruibeke            | Flandre-Orientale   |                    |                                   |
| Brasserie Moenaert | Termonde            | Flandre-Orientale   |                    |                                   |
| Brasserie Moreels | Erpe-Mere           | Flandre-Orientale   |                    |                                   |
| Brasserie Neyt | Evergem             | Flandre-Orientale   |                    |                                   |
| Microbrasserie Paeleman | Wetteren            | Flandre-Orientale   |                    |                                   |
| Brasserie Pernot | Gand                | Flandre-Orientale   |                    |                                   |
| Brasserie Piedbœuf devenue Brasserie Jupiler (fait partie du groupe AB InBev)                                                        | Liège               | Liège               |                    |                                   |
| Brasserie Piessens | Tamise              | Flandre-Orientale   |                    |                                   |
| Brasserie Pollet | Gand                | Flandre-Orientale   |                    |                                   |
| Brasserie Riva | Dentergem           | Flandre-Occidentale | 2007               |                                   |
| Brasserie Rubbens | Hautem-Saint-Liévin | Flandre-Orientale   |                    |                                   |
| Brasserie Safir | Alost               | Flandre-Orientale   |                    |                                   |
| Brasserie Saint-Louis | Zottegem            | Flandre-Orientale   |                    |                                   |
| Brasserie Saint-Roch | Termonde            | Flandre-Orientale   |                    |                                   |
| Brasserie Saverys | Gand                | Flandre-Orientale   |                    |                                   |
| Brasserie Sint-Jozef devenue Brasserie Cornelissen                                                                                   | Brée                | Limbourg            |                    |                                   |
| Brasserie Steenput | Lokeren             | Flandre-Orientale   |                    |                                   |
| Brasserie Tack | Courtrai            | Flandre-Occidentale |                    |                                   |
| Brasserie Terlinde-Prove | Zottegem            | Flandre-Orientale   |                    |                                   |
| Brasserie Tielemans | Aarschot            | Brabant flamand     |                    |                                   |
| Brasserie Tsjoen | Kruishoutem         | Flandre-Orientale   |                    |                                   |
| Brasserie L'Union | Alost               | Flandre-Orientale   |                    |                                   |
| Brasserie de l'Union | Jumet               | Hainaut             | 2007               |                                   |
| Brasserie Van Assche | Alost               | Flandre-Orientale   | 1974               |                                   |
| Brasserie Van Bogaert | Hamme               | Flandre-Orientale   |                    |                                   |
| Brasserie Van Cauwenberghe | Anzegem             | Flandre-Occidentale |                    |                                   |
| Brasserie Vanderhaeghen | Gand                | Flandre-Orientale   |                    |                                   |
| Brasserie Van Laere | Evergem             | Flandre-Orientale   |                    |                                   |
| Brasserie Van Mieghem | Lokeren             | Flandre-Orientale   |                    |                                   |
| Brasserie Van Pamel | Lede                | Flandre-Orientale   |                    |                                   |
| Brasserie Van Roy | Lebbeke             | Flandre-Orientale   |                    |                                   |
| Brasserie Vergauwen | Kruibeke            | Flandre-Orientale   |                    |                                   |
| Brasserie Verhelst | Alost               | Flandre-Orientale   |                    |                                   |
| Brasserie Victoria (Aaigem) | Erpe-Mere           | Flandre-Orientale   |                    |                                   |
| Brasserie Wielemans-Ceuppens | Forest              | Bruxelles           | 1988               |                                   |
| Brasserie Wieze | Lebbeke             | Flandre-Orientale   | 2013               |                                   |
| Brasserie Zeeberg | Alost               | Flandre-Orientale   |                    |                                   |

## Brasseries belges aujourd'hui disparues
- Brasserie Jouret